# Jean-Marie Trappeniers
Jean-Marie Trappeniers (Vilvoorde, 13 gennaio 1942 – 2 novembre 2016) è stato un calciatore belga, di ruolo portiere.

## Palmarès

### Giocatore
- Campionato belga: 6

Anderlecht: 1961-1962, 1963-1964, 1964-1965, 1965-1966, 1966-1967, 1967-1968
- Coppa del Belgio: 1

Anderlecht: 1964-1965